# High Court of Justice

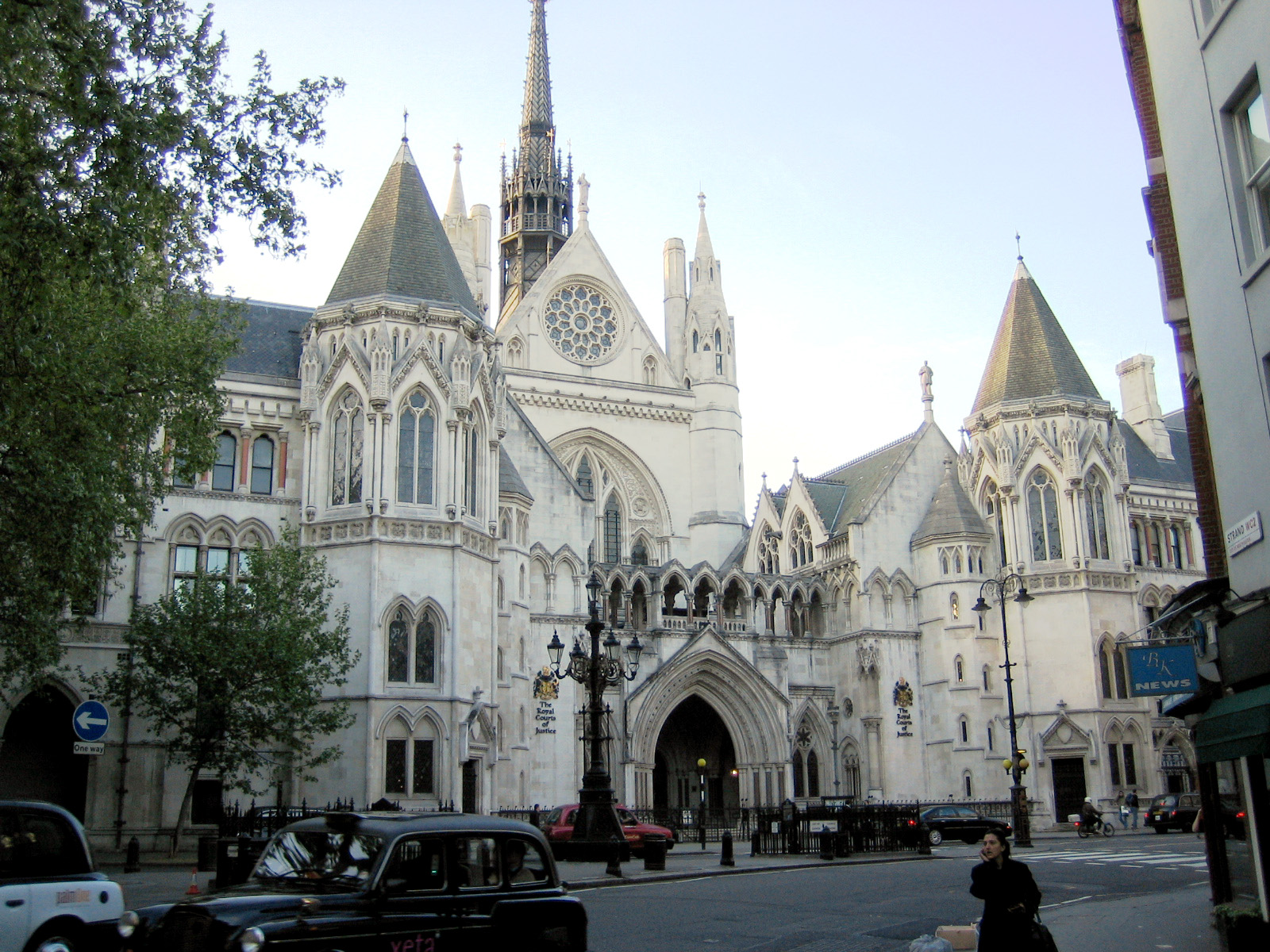
Royal Courts of Justice, Gerichtsgebäude in London, das auch den High Court of Justice beinhaltet

Der High Court of Justice, auch High Court of England and Wales (englisch für „Obergericht von England und Wales“, abgekürzt EWHC) oder kurz High Court, ist neben dem Crown Court (Strafgerichtshof) und dem Court of Appeal (Berufungsgericht) einer der Senior Courts of England and Wales in der Gerichtsorganisation von England und Wales.
Er behandelt erstinstanzlich alle bedeutenden und wichtigen Fälle und hat außerdem die Aufsicht über alle niederrangigeren Gerichte (courts) und viele Schiedsgerichte (tribunals). Berufungen gegen Urteile des High Court in Zivilverfahren erfolgen beim Court of Appeal (Zivilabteilung) und dann beim Supreme Court of the United Kingdom.

## Geschichte
Der High Court of Justice wurde 1875 durch den Supreme Court of Judicature Act 1873 eingerichtet. Mit diesem Gesetz wurden acht teils noch aus dem Mittelalter stammende englische Gerichte – der Court of Chancery, der Court of King’s Bench, der Court of Common Pleas, der Court of Exchequer, der High Court of Admiralty, der Court of Probate, der Court for Divorce and Matrimonial Causes und der London Court of Bankruptcy – zu einem neuen Supreme Court of Judicature (heute bekannt als Senior Courts of England and Wales) zusammengelegt. Dadurch wurde das komplizierte und ineffektive Rechtswesen in England und Wales vereinfacht. Der neue Supreme Court war unterteilt in den Court of Appeal (Berufungsgericht), der die Berufungsgerichtsbarkeit ausübte, und den High Court (Oberster Gerichtshof), der die eigentliche Rechtsprechung in Streitsachen ausübte.
Ursprünglich bestand der High Court aus fünf Abteilungen: King’s bzw. Queen’s Bench, Common Pleas, Exchequer, Chancery und Probate, Divorce and Admiralty. Im Jahr 1880 wurden die Abteilungen Common Pleas und Exchequer abgeschafft, so dass drei Abteilungen übrig blieben. Die Probate, Divorce and Admiralty Division wurde durch den Administration of Justice Act 1970 in Family Division umbenannt, und ihre Zuständigkeit wurde entsprechend neu geordnet.
Mit dem durch das Verfassungsreformgesetz 2005 (Constitutional Reform Act 2005) neu geschaffenen Obersten Gerichtshof des Vereinigten Königreichs (Supreme Court of the United Kingdom) musste der High Court of Justice einen Bedeutungsverlust hinnehmen. Dieser ist seit dem 1. Oktober 2009 die oberste gerichtliche Instanz im Vereinigten Königreich.

## Organisation
Der High Court ist im Gebäude der Royal Courts of Justice an  The Strand in Central London angesiedelt. Außerdem befinden sich Bezirkssekretariate überall in England und Wales. Nahezu alle Geschäfte am High Court können bei diesen Sekretariaten eingegeben und angehört werden. Angeführt wird der High Court durch den Lord Chief Justice of England and Wales, also dem Lordoberrichter von England und Wales. Zurzeit ist Ian Burnett, Baron Burnett of Maldon Lord Chief Justice of England and Wales.
Alle männlichen Richter werden durch die Ernennung zum Knight Bachelor geadelt; die Richterinnen werden zu  Dames Commander of the British Empire ernannt.
Der High Court ist in drei Abteilungen unterteilt, die King’s Bench Division (Kammer für Zivilsachen), die Chancery Division (Kammer für Wirtschaftssachen) und die Family Division (Kammer für Familienrecht). Daneben gibt es das Senior Courts Costs Office, das für die Festsetzung von Gerichtskosten zuständig ist.

### King’s Bench Division
Die King’s Bench Division – oder Queen’s Bench Division, wenn eine Monarchin regiert – hat zwei Aufgaben: Es werden eine große Bandbreite an Fällen zum Vertragsrecht, Körperverletzungen und genereller Fahrlässigkeit gehört. Es hat aber auch eine besondere Verantwortlichkeit als Gericht mit Oberaufsicht. Der Vorsitzende der Queen’s Bench Division war bis 2005 der Lord Chief Justice. Das Amt eines Präsidenten der Queen's bzw. King's Bench Division wurde erst durch den Constitutional Reform Act 2005 geschaffen, wobei der Lord Chief Justice als Präsident der übrigen Divisions verblieb. Sir Igor Judge war der erste Inhaber dieses Amtes, er wurde im Oktober 2005 ernannt.
Die Richter der King’s Bench Division üben zusammen mit den Circuit Judges (Bezirksrichter) auch eine strafrechtliche Rechtsprechung aus, wenn sie im Crown Court sitzen. Zusätzlich hört der Divisional Court der Abteilung Berufungen über Revisionen von Magistrates’ Courts und von Crown Courts, die bereits Berufungen von Magistrates’ Courts gehört haben. Alle Ansprüche auf eine rechtliche Überprüfung von administrativen Entscheidungen oder Entscheidungen untergeordneter Gerichte werden von einem King’s Bench Judge oder einem Abteilungsgericht gehört. Berufungen vom High Court in Zivilsachen liegen beim  Court of Appeal, der Abteilung für Zivilsachen, in strafrechtlichen Sachen ausschließlich beim Obersten Gerichtshof des Vereinigten Königreichs (Supreme Court of the United Kingdom).
Unterabteilungen der King’s Bench Division beinhalten den Commercial Court (Handelsgericht), Admiralty Court (Gericht für seerechtliche Streitigkeiten) und Administrative Court (Verwaltungsgericht), wo Ansprüche auf rechtliche Überprüfung gehört werden.

### Chancery Division
Die Chancery Division befasst sich mit Wirtschaftsrecht, Kartellrecht, Testamentsrecht und Grundstücksrecht in Bezug auf Billigkeit. Zusätzlich beschäftigt sich eine spezielle Abteilung mit dem Recht am  geistigen Eigentum und  Firmenrecht. Der Vorsitzende der Chancery Division ist der Vizekanzler.

### Family Division
Die Family Division befasst sich mit Angelegenheiten wie Scheidung, Kindern, Erbrecht und  medizinischen Behandlungen. Seine Entscheidungen können Leben und Tod betreffen und werden unter Umständen als kontrovers angesehen. Zum Beispiel wurde es einem Krankenhaus erlaubt, siamesische Zwillinge auch ohne Zustimmung durch die Eltern zu trennen; es wurde auch bereits einer Frau gestattet, ihre lebenserhaltenden Maschinen abschalten zu lassen, während es einem Ehemann verboten wurde, seiner schwer behinderten Frau mit deren Zustimmung eine tödliche Spritze zu verabreichen. Die High Court Family Division kann die Rechtsprechung über alle Fälle ausüben, bei denen es um das Wohl und die Interessen von Kindern geht, und übt eine exklusive Rechtsprechung in Vormundschaftsangelegenheiten aus. Angeführt wird die Family Division vom Präsidenten der Family Division. Seine höchste Abteilung ist die Principal Registry of the Family Division, die ihren Sitz im First Avenue House, Holborn, in London hat.
Die Family Division ist vergleichsweise modern, da sie aus der Vereinigung des Admiralty Court und den erbrechtlichen Gerichten zu der Probate, Divorce and Admiralty Division, mithin der erbrechtlichen, scheidungsrechtlichen und seerechtlichen Abteilung des High Courts entstanden ist; umgangssprachlich auch als Wills, Wrecks and Wives „Testamente, Wracks und Ehefrauen“ bezeichnet.

## Die Aufsichtsrolle desHigh Courtund der Bezirksrichter
Geschichtlich ist in England der Monarch die Quelle aller Justiz. Alle Richter üben Recht in seinem Namen aus, weshalb alle Richter das königliche Wappen hinter sich haben. Die Strafverfolgung durch den Staat wird generell im Namen des Monarchen durchgeführt. Historisch war es lokalen Lords gestattet, in grundherrschaftlichen Gerichten und auch auf andere Art Gericht zu halten. Es war unvermeidlich, dass die ausgeübte Rechtsprechung sehr lückenhaft war und Beschwerden direkt an den König gerichtet wurden. Reisende Beauftragte des Königs, deren Hauptzweck es war, Steuern einzutreiben, handelten im Namen des Königs, um die Handhabung der Rechtsprechung zu vereinheitlichen. Die Tradition reisender Richter in abgelegene Gegenden des Landes, die sogenannten circuits „Rundreisen“, besteht bis heute, wo sie Fälle in den Bezirkssekretariaten des High Court verhandeln.
Auch die Oberaufsicht der King’s Bench über die tiefergestellten Gerichte und der Behörden erfolgt im Namen des Monarchen. Im Allgemeinen kann jedermann die Entscheidung eines tiefergestellten Gerichtes oder einer Behörde anfechten und eine juristische Überprüfung bei der King’s Bench Division fordern, es sei denn, im Gesetz sind andere Rechtsbehelfe vorgesehen. Es gibt hierzu ein spezielles Verfahren im Verwaltungsgericht der King’s Bench Division: Zunächst entscheidet ein einzelner Richter über die Zulassung der Klage, um unangemessene und aussichtslose Fälle auszusondern. Nach Zulassung der Klage gibt es eine vollständige juristische Anhörung. Dies ist keine Angelegenheit einer Jury. Rechtsbehelfe gehen zunächst zum Court of Appeal (Zivile Abteilung) und dann zum Obersten Gerichtshof des Vereinigten Königreichs, in Kriminalfällen auch direkt zum Obersten Gerichtshof des Vereinigten Königreichs.